# Li Jae-son
Li Jae-son (21 novembre 1968) è un ex sollevatore nordcoreano che ha gareggiato nelle categorie dei pesi gallo (fino a 56 kg.) e dei pesi piuma (fino a 60 kg.).

## Carriera
Li Jae-son si rivelò a livello internazionale in occasione dei Campionati mondiali di Ostrava 1987, dove vinse la medaglia di bronzo nella categoria dei pesi gallo con 265 kg. nel totale, dietro al bulgaro Neno Terzijski (287,5 kg.) e al cinese Liu Shoubin (275 kg.).
Tre anni dopo Li Jae-son vinse la medaglia d'argento nella categoria dei pesi piuma ai Giochi Asiatici di Pechino 1990.
Nella stessa categoria partecipò alle Olimpiadi di Barcellona 1992, terminando la gara all'8º posto finale con 280 kg. nel totale.